# بافندگی ترکیبی
بافندی ترکیبی (به انگلیسی: Combined knitting) یا بافتنی ترکیبی سبکی است که عناصر بافندگی به سبک شرقی و تکنیک‌های غربی را با هم ترکیب می‌کند. این نام توسط مری توماس در کتاب خود با عنوان «کتاب بافندگی مری توماس» در سال ۱۹۳۸ مطرح شد. وی این روش را به عنوان «.. روش بهتر کار در بافندگی تخت. پارچه حاصل یکنواخت تر و متراکم تر است.» عنوان کرد. با پیچاندن نخ بافندگی در خلاف جهت در هنگام کوک برجسته زدن (purling)، بافنده جهت حلقه‌های حاصل را تغییر می‌دهد؛ سپس کوک‌های ردیف بعدی را می‌توان با رد کردن سوزن از بین پایه پشتی شکل داد (مانند روش بافندگی شرقی)، به جای اینکه آن را، بدون پیچاندن کوک، از جلوی پایه عبور داد. این روش برای همه پارچه‌های بافتنی مناسب است.